# Кельчиковізна
Кельчиковізна (пол. Kielczykowizna) — село в Польщі, у гміні Посвентне Воломінського повіту Мазовецького воєводства.
Населення — 53 особи (2011).
У 1975-1998 роках село належало до Седлецького воєводства.

## Демографія
Демографічна структура станом на 31 березня 2011 року:
|          | Загалом | Допрацездатний вік | Працездатний вік | Постпрацездатний вік |
| -------- | ------- | ------------------ | ---------------- | -------------------- |
| Чоловіки | 27      | 8                  | 15               | 4                    |
| Жінки    | 26      | 7                  | 14               | 5                    |
| Разом    | 53      | 15                 | 29               | 9                    |